# Portable Game Notation
Portable Game Notation (PGN) – format zapisu partii szachowych. Jest on najpopularniejszym tego typu formatem, otwieranym przez każdy program obsługujący bazy szachowe.

## Cechy
Format PGN składa się z tagów kodujących poszczególne informacje dotyczące partii szachowej oraz z zapisu partii szachowej. Plik zapisany jako *.pgn posiada następujące tagi:
[Event "TURNIEJ"]nazwa turnieju
[Site "MIEJSCOWOŚĆ"]miejsce, w którym grana była partia
[Date "DATA"]data zagrania partii (wyrażona jako ROK.MIESIĄC.DZIEŃ)
[Round "RUNDA"]runda (czasami po kropce kodowana jest także szachownica np. "2.5" - runda 2, szachownica 5)
[White "BIAŁE"]zawodnik grający białymi
[Black "CZARNE"]zawodnik grający czarnymi
[Result "WYNIK PARTII"]możliwe wartości: 1/2-1/2, 0-1, 1-0 (remis, wygrana czarnego, wygrana białego)
[ECO "KOD DEBIUTOWY"]kod debiutowy ECO
[WhiteElo "RANKING"]ranking ELO zawodnika grającego białymi
[BlackElo "RANKING"]ranking ELO zawodnika grającego czarnymi
[Annotator "KOMENTATOR PARTII"]komentator partii.

## Przykład
Przykład zapisu partii w formacie PGN:
```
[Event "F/S Return Match"]
[Site "Belgrade"]
[Date "1992.11.04"]
[Round "29"]
[White "Fischer, Robert J."]
[Black "Spassky, Boris V."]
[Result "1/2-1/2"]

1. e4 e5 2. Nf3 Nc6 3. Bb5 a6 4. Ba4 Nf6 5. O-O Be7 6. Re1 b5 7. Bb3 d6 8. c3 O-O 9. h3 Nb8  10. d4 Nbd7
11. c4 c6 12. cxb5 axb5 13. Nc3 Bb7 14. Bg5 b4 15. Nb1 h6 16. Bh4 c5 17. dxe5 Nxe4 18. Bxe7 Qxe7 19. exd6 Qf6 
20. Nbd2 Nxd6 21. Nc4 Nxc4 22. Bxc4 Nb6 23. Ne5 Rae8 24. Bxf7+ Rxf7 25. Nxf7 Rxe1+ 26. Qxe1 Kxf7 27. Qe3 Qg5 
28. Qxg5 hxg5 29. b3 Ke6 30. a3 Kd6 31. axb4 cxb4 32. Ra5 Nd5 33. f3 Bc8 34. Kf2 Bf5 35. Ra7 g6 36. Ra6+ Kc5 
37. Ke1 Nf4 38. g3 Nxh3 39. Kd2 Kb5 40. Rd6 Kc5 41. Ra6 Nf2 42. g4 Bd3 43. Re6 1/2-1/2
```